# 安托諾夫An-218

安托諾夫 安-218 是由安托諾夫設計局提出的廣體商業客機設計方案，採用雙噴射渦輪發動機的搆型，配置兩名機師操作，約可以搭載350名乘客。

在1988年間安托諾夫設計局以木頭製成了原尺寸大小的樣機進行相關測試
，原定於1994年進行首飛，但是在1991年蘇聯解體後嚴苛的經濟環境下試飛計畫不得不終止，到了2014年烏克蘭決定完全終止這個機型的開發並正式劃下句點。

## 技術規格
基本信息
- 机组：2名
- 容量：300/350/400名

性能

## 外部連結
- Aircraft facts (translated)(original page（页面存档备份，存于）)
- An-218 airliner by Antonov ANTK （页面存档备份，存于）